# Lijst van bouwwerken van Carl Weber
Dit is een Lijst van bouwwerken van architect Carl Weber (1820-1908).
Weber was een Duits architect, die voornamelijk in Nederland werkte. Weber bouwde 33 kerken en daarnaast scholen, kloosters en andere gebouwen. Hij was voornamelijk actief in de provincies Limburg en Brabant.
| Bouw      | Naam                                         | Plaats                 | Bijzonderheden                                         | Afbeelding |
| --------- | -------------------------------------------- | ---------------------- | ------------------------------------------------------ | ---------- |
| 1850      | Maria der 7 Smartenkerk                      | Panningen              | Afgebroken in 1930                                     |            |
| 1852-1856 | OLV. Onbevlekt Ontvangenkerk                 | Amstenrade             |                                                        |            |
| 1853-1858 | Catharinakerk                                | Montfort               | Afgebroken in 1963                                     |            |
| 1856-1858 | Administratiegebouw ziekenhuis Calvariënberg | Maastricht (Abtstraat) |                                                        |            |
| 1857-1859 | Rochuskerk                                   | Steyl                  | Afgebroken in 1930                                     |            |
| 1858-1860 | Nicolaaskerk                                 | Valkenswaard           | Afgebroken in 1927, toren hergebruikt in nieuwe kerk   |            |
| 1860-1862 | Sint-Martinuskerk                            | Vijlen                 | Hoogst gelegen kerk van Nederland                      |            |
| 1860      | Antonius van Paduakerk                       | Winssen                | Oudere toren hergebruikt, kerk afgebroken in 1940      |            |
| 1861      | Kapel Sint-Jozef                             | Roermond               | Afgebroken ca 1910                                     |            |
| 1861-1863 | Petrus' Bandenkerk                           | Bergeijk (plaats)      | Toren uit 1896 door C.J.H. Fransen                     |            |
| 1862      | Gertrudiskerk                                | Geertruidenberg        | Afgebroken in 1963                                     |            |
| 1862-1863 | Augustinuskerk                               | Lutterade              | Afgebroken in 1937                                     |            |
| 1862-1863 | Marcellinus en Petruskerk                    | Geleen                 | Toren van oudere kerk hergebruikt                      |            |
| 1863-1864 | Johannes de Doperkerk                        | Maastricht (Limmel)    |                                                        |            |
| 1863-1865 | Franciscuskerk                               | Franeker               | Afgebroken in 1960                                     |            |
| 1863-1866 | Klooster Paters Redemptoristen               | Roermond               |                                                        |            |
| 1864-1865 | Bisschoppelijk College Roermond              | Roermond               | Afgebroken ca 1970                                     |            |
| 1864-1867 | Sint-Walburgakerk                            | Maastricht (Amby)      | Uitgebreid in 1927 en 1956                             |            |
| 1864      | Maria Hemelvaartkerk                         | Raamsdonksveer         | Verwoest in 1945                                       |            |
| 1864 (?)  | Grafkapel op kerkhof                         | Mheer                  |                                                        |            |
| 1865-1868 | Petrus' Bandenkerk                           | Heesch                 | Door brand verwoest in 1962                            |            |
| 1865-1868 | Willibrorduskerk                             | Geijsteren             | Oudere toren hergebruikt, kerk is verwoest in WOII     |            |
| 1868      | Baarhuis op begraafplaats                    | Heesch                 |                                                        |            |
| 1868-1870 | Johannes de Doperkerk                        | Puiflijk               |                                                        |            |
| 1870-1872 | Clemenskerk                                  | Nuenen                 |                                                        |            |
| 1871-1873 | Willibrorduskerk                             | Zeelst                 |                                                        |            |
| 1873-1878 | Johannes de Doperkerk                        | Nieuwkuijk             | Verwoest in 1944                                       |            |
| 1874      | Stadhuis                                     | Sittard                | Afgebroken in 1965                                     |            |
| 1876-1877 | Maria Geboortekerk                           | Blitterswijck          | Restauratie bestaande kerk, verwoest in 1944           |            |
| 1879      | Johannes de Doperkerk                        | Lage Zwaluwe           | Verwoest in WOII                                       |            |
| 1880      | Verenigingsgebouw Sint Vincentius            | Roermond               | Afgebroken ca 1970                                     |            |
| 1880      | Jan de Doperkerk                             | Moergestel             | Restauratie bestaande kerk, afgebroken ca 1930         |            |
| 1880-1886 | Odulphuskerk                                 | Best                   |                                                        |            |
| 1881      | Laurentiuskerk                               | Maasniel               | Uitbreiding bestaande kerk, verwoest in 1944           |            |
| 1881-1884 | Martinuskerk                                 | Katwijk                |                                                        |            |
| 1881-1884 | Sint Petruskerk                              | Vught                  |                                                        |            |
| 1887      | Bartholomeuskerk                             | Zevenbergschen Hoek    | Verwoest in WOII                                       |            |
| 1887      | Lambertuskerk                                | Cromvoirt              | Deels herbouwd in 1949                                 |            |
| 1888-1889 | Sint-Bavokerk                                | Raamsdonk              |                                                        |            |
| 1889-1891 | Sint-Brigidakerk                             | Geldrop                |                                                        |            |
| 1890      | Petrus' Stoel te Antiochiëkerk               | Uden                   |                                                        |            |
| 1890-1892 | Heilige Naam Jezuskerk                       | Lierop                 |                                                        |            |
| 1890-1891 | Victor en Gezellenkerk                       | Afferden (Gelderland)  |                                                        |            |
| 1890      | St. Jans Onthoofdingkerk                     | Loon op Zand           | Verbouwing bestaande kerk                              |            |
| 1891      | Antonius Abtkerk                             | Overasselt             |                                                        |            |
| 1893-1895 | Christoffelkathedraal                        | Roermond               | Nieuwe spits voor de toren, in 1921 bij storm verwoest |            |

## Referentie
- BONAS - Gegevens over: Weber, K.E.M.H.A.F.[dode link]
- Archimon - Architects: Carl E.M.H. Weber (1820-1908)